# Ilmari Honkanen
Ilmari Kalervo Honkanen, född 25 december 1909 i Loimijoki, död 8 oktober 1987 i Nådendal, var en finländsk militär. 
Honkanen var vid sidan av fänrik Viljo Suokas en av Högkvarterets mest framgångsrika och djärva fjärrpatrulledare. Han tillhörde major Pauli Marttinas avdelning och opererade i Fjärrkarelen, främst i Ladogakarelen, där han ledde flera fjärrpatrullföretag mot Murmanskbanan, ryska underhållsbaser, kolonner och lägerområden. Det kanske mest spektakulära företaget ägde rum i februari–mars 1942, då Honkanen anförde en avdelning på 100 man som anföll och i grund förstörde den ryska underhållsbasen Petrovskij Jam 60 kilometer bakom de ryska linjerna, från vilken hela det ryska frontavsnittet vid Poventsa underhölls. Honkanen anlitades även av tyskarna i Lappland som lärare i fjärrpatrulltaktik. 
Honkanen blev Mannerheimriddare nummer 50 den 27 februari 1942 och uppnådde majors grad 1966. Efter kriget var han verksam som kontorschef hos försäkringsbolaget Sampo. 